# Logone

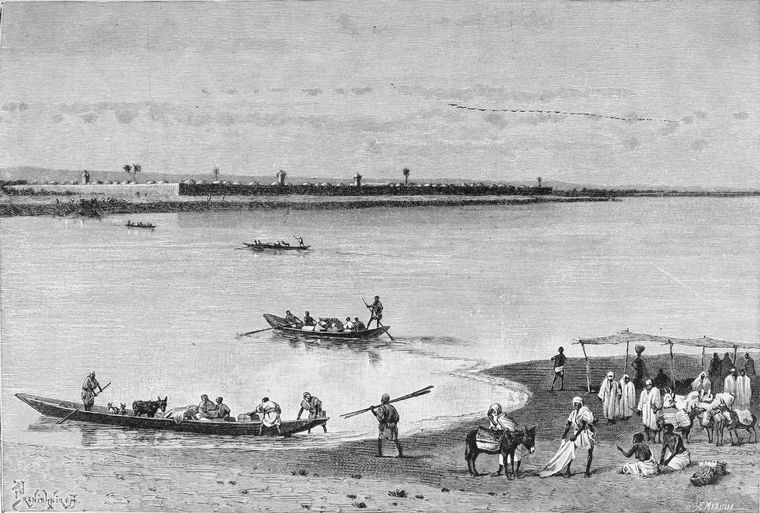
Veduta di Logone-Birni (dal libro The earth and its inhabitants, Africa del 1893).

Il Logone è un fiume dell'Africa centrale; misura 965 chilometri di lunghezza, considerando il suo ramo sorgentifero più lontano, il Vina, ed è il più importante affluente dello Chari.

## Corso
Il Logone (noto anche come Na Lógone e Lághame) nasce circa 20 chilometri a nord-est della città di Bénoye dalla confluenza dei suoi due rami sorgentiferi: il Pendé, che proviene dalla Repubblica Centrafricana, e lo Mbéré, proveniente dal Camerun, che prende il nome di Logone Occidentale nel Ciad sud-occidentale. Scorre in direzione nord/nord-ovest e nel suo tratto inferiore, per oltre 300 km, segna il confine tra Camerun e Ciad. A sud di N'Djamena si unisce allo Chari e da lì in poi continua a segnare il confine tra i due paesi prima di sfociare poco dopo nel lago Ciad. Il bacino idrografico del fiume è di circa 78.000 km².

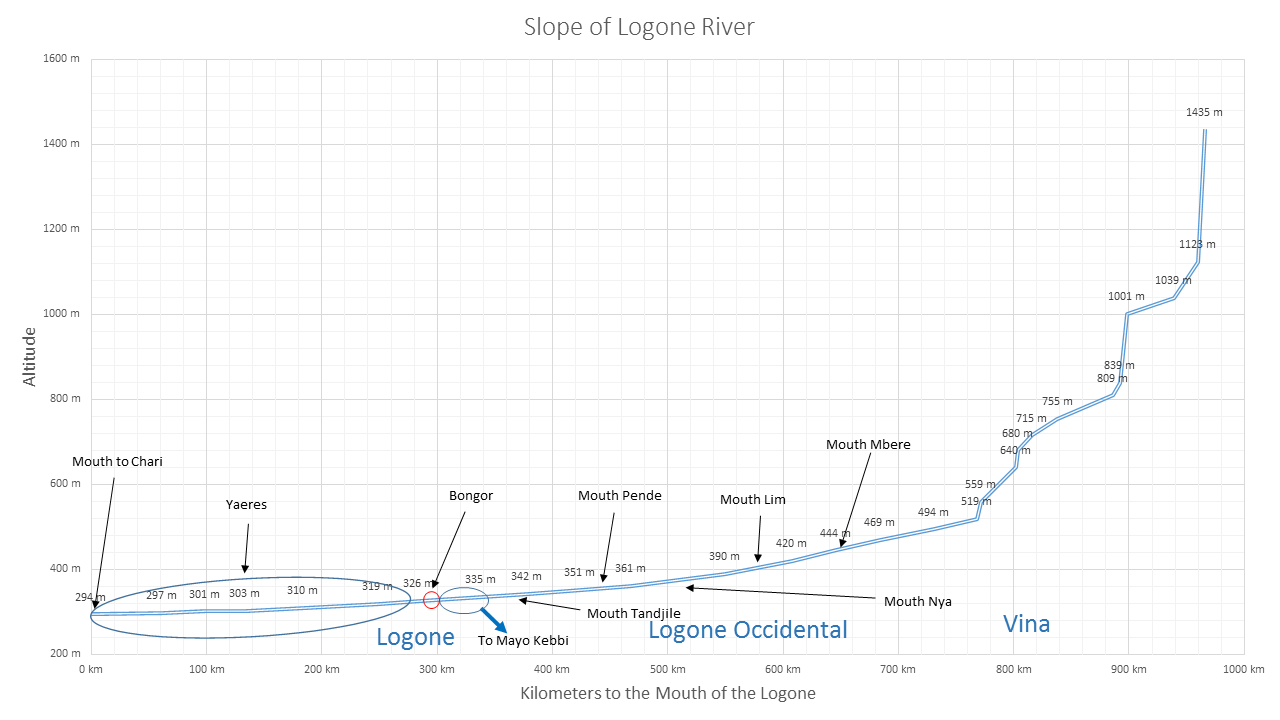
Rappresentazione schematica del corso del Logone, considerato assieme al Logone Occidentale e al Vina.

## Denominazione
La nomenclatura dei fiumi della regione varia a seconda delle fonti. In alcuni casi, lo Mbéré viene equiparato al Logone Occidentale, che si unisce al Pendé formando il Logone. Su altre mappe questo fiume cambia nome in Logone Occidentale dopo la confluenza con il Vina. A volte l'aggettivo Occidentale viene omesso, in quanto il Logone Orientale viene chiamato Pendé.

## La zona umida Mayo Kébbi-Logone
La stagione di piena del Logone ha inizio nel mese di agosto. Durante questo periodo, il fiume inonda le pianure alluvionali del Logone e delle depressioni toupouri e la pianura di Waza; entrambe le zone sono sotto la protezione della convenzione di Ramsar. Quando queste pianure alluvionali, che i nativi chiamano yaéré, si prosciugano, parte dell'acqua rifluisce nel Logone e parte nel fiume El Beid. Inoltre, queste inondazioni trasportano sui terreni allagati circa 850.000 tonnellate di sedimenti ogni anno.

## Idrologia
L'idrologia del Logone è insolita. Da un lato, perde parte delle sue acque durante le inondazioni attraverso il fiume Mayo Kébi nel bacino idrografico del Niger e, dall'altro, nelle zone umide che si estendono tra il Logone e l'El Beid. La portata del fiume venne misurata dal 1948 al 1986 a Bongor, una città del Ciad situata circa 200 chilometri dopo la confluenza del Pendé, circa 450 chilometri prima della confluenza con lo Chari a N'Djamena. Bisogna notare che la quantità di acqua che confluisce nello Chari è ridotta a causa della forte evaporazione nella regione dello yaeré, in quanto tra Bongor e N'Djamena il fiume riceve solo piccoli afflussi, che non riescono a compensare le forti perdite che vengono riversate sulle pianure alluvionali. La portata annua media registrata a Bongor durante questo periodo fu di 492 m³/s, alimentata da un bacino di 73.700 km², pari a quasi l'intera totalità del bacino idrografico del fiume. Nel suo ultimo tratto, a N'Djamena, la portata media fu di 400 m³/s.

## Il Mega-Ciad

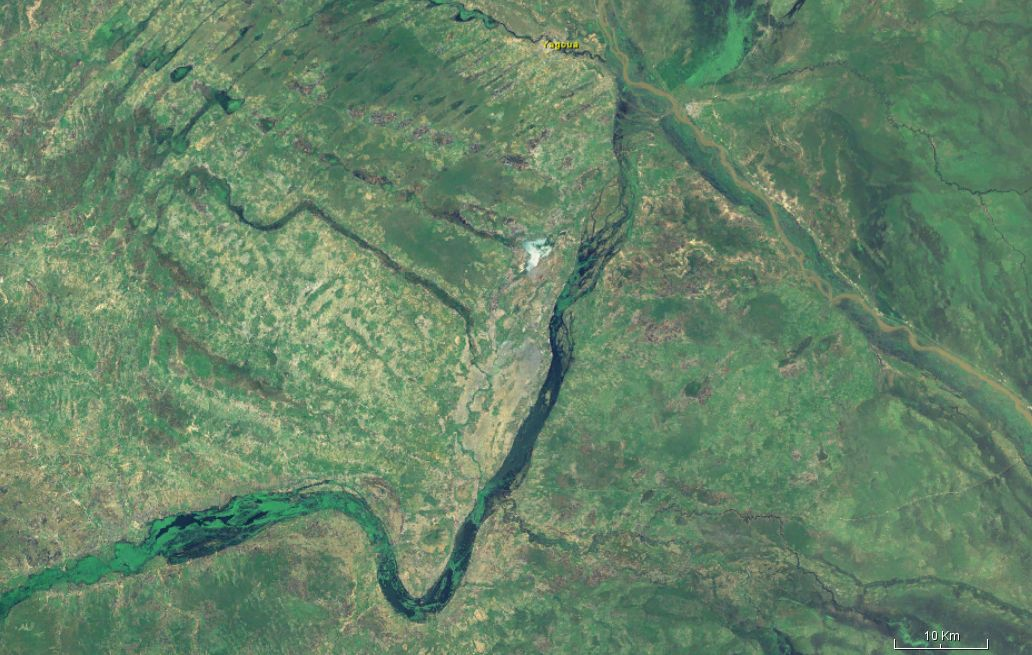
Il Logone ad est, l'ex canale di deflusso del Mega-Ciad con il lago Fianga al centro e il Mayo Kébi che scorre da est ad ovest (in basso); quest'ultimo appare come uno stretto letto fluviale che si congiunge con l'ex canale di deflusso subito dopo il Fianga.

Il Logone è collegato ad un altro fiume della regione, il Mayo Kébi, affluente del Bénué, da un canale che in passato costituiva il canale di deflusso del cosiddetto lago Mega-Ciad durante la sua massima estensione, più di 5000 anni fa. Pertanto, i bacini idrografici del Bénué e del Logone non possono considerarsi realmente separati l'uno dall'altro, almeno durante i periodi di piena. Proprio a questo collegamento si deve probabilmente la presenza del lamantino africano negli immissari del lago Ciad, oggi tagliato fuori dal mare.

## Popolazione
Nella parte orientale del corso inferiore del Logone i Kotoko stabilirono diversi sultanati in epoca storica, chiamati collettivamente stati kotoko. Tra questi vi erano i sultanati di Kousséri, Logone-Birni, Makari, Goulfey e altri che dipendevano politicamente dai grandi imperi di Kanem-Bornu o di Baguirmi e oggi appartengono al Camerun.

## Storia
In Ciad le regioni amministrative del Logone Orientale e del Logone Occidentale prendono il nome da questo fiume; quello di Ober-Logone («Logone Superiore») era un distretto amministrativo della colonia tedesca del Camerun.